# 楠蒂亚
楠蒂亚（法語：Nantiat，法語發音：[nɑ̃tja]）是法国新阿基坦大区上维埃纳省的一个市镇，属于贝拉克区。

## 地理
楠蒂亚（46°0'33"N, 1°10'24"E）面积25.42 平方千米，位于法国新阿基坦大区上维埃纳省，该省份为法国中西部省份，北起顺时针与安德尔省、克勒兹省、科雷兹省、多爾多涅省、夏朗德省和维埃纳省接壤。
与楠蒂亚接壤的市镇（或旧市镇、城区）包括：勒比、贝尔讷伊、尚博雷、佩里亚克、圣茹旺、图龙、圣帕尔杜勒拉克。

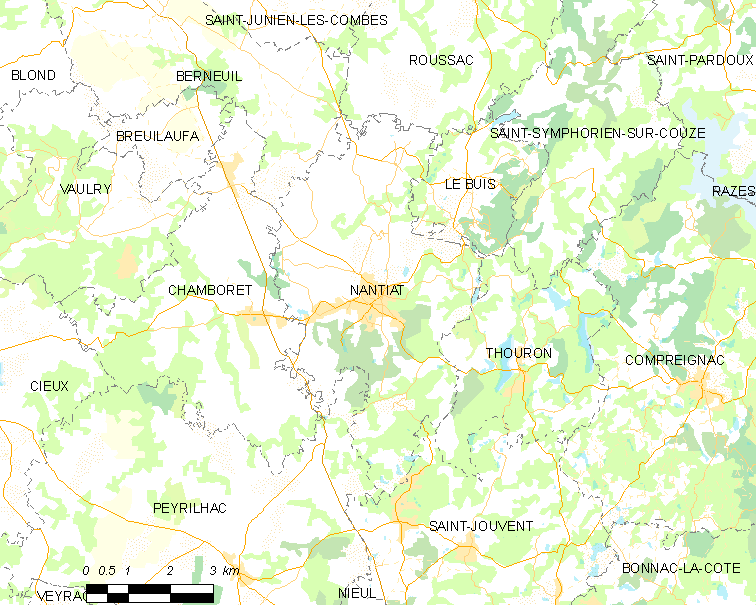
楠蒂亚的OSM定位图

楠蒂亚的时区为UTC+01:00、UTC+02:00（夏令时）。

## 行政
楠蒂亚的邮政编码为87140，INSEE市镇编码为87103。

## 政治
楠蒂亚所属的省级选区为贝拉克县。

## 人口

1962-2008年间楠蒂亚人口变化图示

楠蒂亚于2022年1月1日时的人口数量为1584人。